# Andoni Lafuente
Andoni Lafuente Olaguibel, né le 6 septembre 1985 à Ermua, est un coureur cycliste espagnol.

## Biographie
Il fait ses débuts professionnels en 2007 au sein de l'équipe espagnole Euskaltel-Euskadi. En 2010, il rejoint Cespa-Euskadi pour se consacrer principalement à la piste,.
Andoni Lafuente ne totalise aucune victoire dans sa carrière professionnelle.

## Palmarès sur route
- 2001
  - Champion de Biscaye sur route cadets[3]
- 2003[3]
  - Champion du Pays basque sur route juniors
  - 3e du championnat de Biscaye sur route juniors
- 2004
  - Mémorial Sabin Foruria
  - 3e du Trophée Iberdrola
- 2005
  - Premio Primavera
  - Mémorial José María Anza
  - 3e de l'Antzuola Saria
  - 3e de l'Oñati Saria
- 2006
  - Gran Premio San Antolin
  - 3e du championnat du Pays basque du contre-la-montre espoirs[3]

## Palmarès sur piste

### Championnats nationaux
- 2003
  -  Champion d'Espagne de course aux points juniors
  - 3e du championnat d'Espagne de poursuite juniors
  - 3e du championnat d'Espagne de poursuite par équipes juniors
- 2005
  - 3e du championnat d'Espagne de poursuite espoirs[3]
- 2006
  -  Champion d'Espagne de poursuite espoirs
  -  Champion d'Espagne de course aux points espoirs

### Championnats régionaux
- 2005
  - 2e du championnat du Pays basque de l'omnium[3]
- 2006
  - 2e du championnat du Pays basque de l'omnium[3]
- 2010
  - 2e du championnat du Pays basque de l'américaine[4]